# Szövetségi Tanács (Oroszország)
A Szövetségi Tanács (vagy: Föderációs Tanács, oroszul: Совет Федерации) az Oroszországi Föderáció Szövetségi Gyűlésének (parlamentjének) felsőháza. Tagjainak sorába a Föderáció mindegyik szubjektuma (régiója) 2–2 képviselőt delegál.

## A kezdetek
Az 1993-as alkotmány átmeneti rendelkezéseinek értelmében a felsőház tagjait az első két évre az állampolgárok választják meg, a Tanács későbbi tevékenységét pedig külön törvényben kell(ett) szabályozni. A választásokat 1993. december 12-én tartották meg, a választott képviselőkből álló felsőház 1994. január 11-én tartotta alakuló ülését és 1996. január 15-éig ülésezett. 
Elnöke Vlagyimir Filippovics Sumejko, a Kalinyingrádi terület képviselője volt.
Az általános választás alapján életre hívott Szövetségi Tanács azonban nem mindig tudta betölteni a „szűrő” szerepét az Állami Duma által elfogadott törvények tekintetében.

## Átalakítása
1995 decemberében elfogadták a Szövetségi Tanácsról szóló törvényt, mely alapvetően megváltoztatta a korábbi gyakorlatot. A törvény alapján a felsőháznak hivatalból tagja lett a Föderáció mindegyik szubjektumának (régiójának) 2–2 legfőbb tisztségviselője: a helyi végrehajtó hatalmi szerv vezetője (többnyire a kormányzó) és a helyi törvényhozó gyűlés elnöke. Mivel azonban a régiók vezetői saját hivatalukat Moszkvától távol látták el, a Tanács nem folyamatosan, hanem csak rendszeres időközönként működött.
Az így létrehozott Szövetségi Tanács 1996. január 23. és 2001. december 26. között működött.  
Az elnöki tisztséget Jegor Szemjonovics Sztrojev, az Orjoli terület kormányzója töltötte be. Tisztségének lejártakor a felsőház tiszteletbeli elnökévé választották.

## Ismételt átalakítása után
A Szövetségi Tanács tevékenységét a 2000. augusztus 8-án életbe lépett új törvény újra szabályozta. Eszerint mindegyik régió 2-2 képviselőt delegál a felsőházba, akiket a helyi törvényhozó gyűlés választ vagy a végrehajtó hatalmi szerv vezetője nevez ki. A kinevezés akkor lép életbe, ha azt a helyi törvényhozó gyűlés képviselőinek legalább harmada megszavazza. Csak 30 évesnél idősebb személy választható meg, illetve nevezhető ki. 
A képviselő megbízatása az őt kinevező szerv mandátumának lejártával szűnik meg, de az illető szerv a megbízatást előbb is megszüntetheti. A képviselők tevékenységüket hivatásszerűen végzik. A felsőház folyamatosan működő szerv, szükség szerint, de legalább havonta két alkalommal ülésezik.
Ily módon a régiók vezetői számára megszűnt a lehetőség, hogy személyesen lobizzanak és szövetségi szinten vegyenek részt a politikai életben. Mintegy „kárpótlásul” számukra létrehozták az Államtanácsot, mely időszakonként ülésezik és az államfővel közösen áttekinti a legfontosabb kérdéseket. Az Államtanács konzultatív (tanácskozó, tanácsadó) testület és nincs alkotmányos státusa. 
Az új törvény rendelkezéseit fokozatosan hajtották végre. A Szövetségi Tanács ebben a teljesen megújított összetételben 2002. január 1. óta működik, megbízatása határozatlan időtartamú. 
Elnöke Szergej Mihajlovics Mironov, Szentpétervár Törvényhozó Gyűlésének képviselője, akit először 2001 decemberében választottak meg, majd 2003 januárjában és 2007 márciusában újraválasztottak, tehát gyakorlatilag 2002 óta tölti be ezt a tisztséget.